# 神田大作
神田 大作（かんだ だいさく、1913年2月12日 - 1983年5月28日）は、日本の政治家。衆議院議員（4期）。元衆議院議員の神田厚の父。

## 経歴
栃木県芳賀郡益子町に生まれる。栃木県立真岡中学校を卒業。1947年（昭和22年）から栃木県議会議員を2期務める。1955年（昭和30年）の第27回衆議院議員総選挙で旧栃木県第2区から立候補し当選。1960年（昭和35年）、日本社会党を離党し民主社会党に参加。民社党では県連書記長を務めた。衆議院議員は通算4期務め、1976年（昭和51年）の第34回衆議院議員総選挙に立候補せず引退。1983年（昭和58年）に死去した。